# Энеев, Магомед Алиевич
Магомед Алиевич Энеев  (карач.-балк. Энейланы Алийни жашы Магомед; 1897, Кёнделен, Терская область — 1928, Ростов-на-Дону) — балкарский коммунист, активный участник строительства Советской власти на Северном Кавказе, способствовавший становлению балкарской государственности.

## Биография
Магомед Энеев родился в сел. Кёнделен в семье Али Энеева (Али-эфенди), известного балкарского мусульманского проповедника. Три года учился в Турции в Стамбуле, вернувшись в Россию поддержал большевиков.
В мае 1918 года участвовал в работе III съезда народов Терека, где был избран в руководящий орган съезда.
Активно участвовал в создании Горской Советской Социалистической Республики, первого советского государственного образования на Северном Кавказе.
Создатель балкарского букваря, в котором на основе латиницы (по другим данным — кириллицы) составил алфавит.
В 1921 году, после выделения из Горской Республики балкарской национальной автономии, стал председателем балкарского окружного исполкома.
В декабре 1923 года назначен секретарем Чеченского организационного бюро РКП(б). Позже занимал руководящие должности в Северо-Кавказском округе.
27 августа 1928 году застрелился у себя в кабинете в Ростове-на-Дону.

## Семья
- отец — Али-эфенди Огурлуевич Энеев, известный балкарский мусульманский проповедник, срубивший в 1897 году священное грушевое дерево балкарцев Раубазы, в борьбе с язычеством[2][9].
- мать — Дюга Энеева
  - брат — Махмуд Алиевич Энеев (1901—1938) — министр культуры Кабардино-Балкарии в 1937—1938[10]. Арестован и расстрелян в 1938 году.
  - брат — Ахмат (? — ?)
- жена — Евгения Петровна Энеева (урожденная Федорова) (? — 196(?))
  - сын — Тимур Магометович Энеев (1924—2019) — академик РАН, известный учёный в области космонавтики[11].
  - дочь — Лейла (Лилия) Магометовна Энеева